# 1178 Irmela
1178 Irmela è un asteroide della fascia principale del diametro medio di circa 19,09 km. Scoperto nel 1931, presenta un'orbita caratterizzata da un semiasse maggiore pari a 2,6785820 UA e da un'eccentricità di 0,1841387, inclinata di 6,95071° rispetto all'eclittica.
Il suo nome è in onore di Irmela Ruska, moglie di Ernst Ruska, che nel 1933 inventò il microscopio elettronico.